# Seirocastnia nervalis
Seirocastnia nervalis là một loài bướm đêm trong họ Noctuidae.